# Wizardry
Wizardry — серія рольових відеоігор, спочатку створених американським видавцем Sir-Tech. Серія мала вплив на еволюцію сучасних рольових відеоігор поряд з Ultima та Might and Magic. Оригінальна Wizardry мала значний вплив на ранні консольні рольові ігри, такі як Shin Megami Tensei, Dragon Slayer, серія Shining, Fire Emblem, Final Fantasy та Dragon Quest. Спочатку ігри були створені для Apple II, але пізніше були портовані на інші платформи. Останньою грою в оригінальній серії від Sir-Tech була Wizardry 8, випущена в 2001 році. Відтоді для японського ринку було розроблено різні спін-офи.

## Розробка
Wizardry починалося як проста гра дослідження підземель, створена Ендрю К. Грінбергом та Робертом Вудхедом. Вона була написана, коли вони були студентами Корнельського університету, і видана компанією Sir-Tech. На гру вплинули попередні ігри з системи PLATO, зокрема Oubliette. Перші частини Wizardry мали великий успіх, адже це були одні з перших домашніх комп’ютерних ігор з насиченою графікою, що відтворювали геймплей у стилі Dungeons & Dragons. Випуск першої версії збігся з хвилею популярності Dungeons & Dragons у Північній Америці.
Перші п'ять ігор серії були написані на Apple Pascal, реалізацією UCSD Pascal. Вони були портовані на багато різних платформ шляхом створення реалізацій UCSD Pascal для цільових машин (крос-розробка на Mac II). Після четвертої частини серії керівництво перейняв Девід В. Бредлі, який додав новий рівень сюжету та складності. У 1998 році права на Wizardry були передані компанії 1259190 Ontario Inc., а у 2006 — компанії Aeria IPM. У 2008 році Aeria IPM об’єдналася з Gamepot, розробником Wizardry Online, а у 2017 році Gamepot була закрита та поглинена своєю материнською компанією GMO Internet. 29 жовтня 2020 року компанія Drecom оголосила, що придбала Wizardry у GMO Internet.
У травні 2024 року на сучасних платформах вийшов 3D-рімейк гри Wizardry: Proving Grounds of the Mad Overlord з такою ж назвою, як і оригінал. Згаданий ремейк був розроблений Digital Eclipse, яка раніше не брала участі в серії Wizardry.
Компанія Datamost випустила меню WizPlus, керовану утиліту, яка дозволяла користувачам вносити зміни як до персонажів, так і до ігрового середовища Wizardry. Боб Рімс зробив огляд утиліти для Computer Gaming World і сказав, що «WizPlus слід використовувати з великою обережністю, інакше дух пригод буде знецінений, і що ще важливіше, ви не зможете продовжити гру в цій захопливій серії».

## Ігри
| 1981 | Proving Grounds of the Mad Overlord |
| 1982 | II: The Knight of Diamonds          |
| 1983 | III: Legacy of Llylgamyn            |
| 1984 |                                     |
| 1985 |                                     |
| 1986 |                                     |
| 1987 | IV: The Return of Werdna            |
| 1988 | V: Heart of the Maelstrom           |
| 1989 |                                     |
| 1990 | VI: Bane of the Cosmic Forge        |
| 1991 |                                     |
| 1992 | VII: Crusaders of the Dark Savant   |
| 1993 |                                     |
| 1994 |                                     |
| 1995 |                                     |
| 1996 | Nemesis: The Wizardry Adventure     |
| 1997 |                                     |
| 1998 |                                     |
| 1999 |                                     |
| 2000 |                                     |
| 2001 | 8                                   |

Оригінальна серія Wizardry складається з восьми різних частин. Усі ігри спочатку були випущені в Північній Америці, а згодом портовані на японські комп’ютери. Деякі з них також офіційно виходили в Європі. Перші три гри утворюють трилогію з подібними світом, сюжетом і механікою. Друга трилогія включає частини з шостої по восьму — Bane of the Cosmic Forge, Crusaders of the Dark Savant і Wizardry 8 — з новими ігровими механіками та кардинально відмінним світом порівняно з першою трилогією. Четверта частина, The Return of Werdna, суттєво відрізняється від решти серії. У ній гравець керує Вердною (англ. Werdna — це ім’я Andrew, одного з розробників гри, написане навпаки) — злим чаклуном, якого було вбито в першій грі. Він викликає групи монстрів, щоб ті допомагали йому прориватися крізь в’язницю, де його утримували. Замість монстрів, проти гравця виступають типові пригодницькі партії, деякі з яких були створені на основі збережень реальних користувачів, надісланих у Sir-Tech для відновлення. Крім того, гравцю надавалася лише обмежена кількість натискань клавіш для проходження гри.
У Японії серію Wizardry переклала компанія ASCII Entertainment, і вона стала дуже впливовою в 1980-х роках, навіть попри те, що її популярність на батьківщині вже йшла на спад. На початку ігри страждали від культурного бар’єру, ускладненого неякісним перекладом. Через це гравці сприймали гру серйозно, не помічаючи жартів і пародій усередині. Наприклад, меч Blade Cusinart в ранніх частинах описувався як «легендарний меч, створений відомим ковалем на ім’я Cusinart», але сенс цього жарту був втрачений, оскільки кухонні комбайни Cuisinart майже не були відомі в Японії. Проте ця помилка виявилася привабливою для перших комп’ютерних гравців, які шукали щось нове й незвичне, що зробило Wizardry популярною. Натомість четверта частина, The Return of Werdna, була сприйнята погано, адже японські гравці, не знаючи специфіки західних субкультур, не мали шансів розв’язати деякі загадки в грі.

### Оригинальна серія
- Wizardry: Proving Grounds of the Mad Overlord (1981)
- Wizardry II: The Knight of Diamonds (1982)
- Wizardry III: Legacy of Llylgamyn (1983)
- Wizardry IV: The Return of Werdna (1987)
- Wizardry V: Heart of the Maelstrom (1988)
- Wizardry VI: Bane of the Cosmic Forge (1990)
- Wizardry VII: Crusaders of the Dark Savant (1992), перевидана як Wizardry Gold (1996)
- Wizardry 8 (2001)

### Побічні продукти
- Wizplus — редактор для перших двох частиг
- Wizardry Gaiden I — Suffering of the Queen (RPG, Game Boy, 1991)
- Wizardry Gaiden II — Curse of the Ancient Emperor (RPG, Game Boy, 1992)
- Wizardry Gaiden III — Scripture of the Dark (RPG, Game Boy, 1993)
- Wizardry Gaiden IV — Throb of the Demon’s Heart (RPG, SNES, 1996)
- Nemesis — A Wizardry Adventure (квест, PC, 1996)
- Wizardry Empire (RPG, Game Boy Color, 2000)
- Wizardry Empire: Fukkatsu no Tsue (RPG, Game Boy Color, 2000)
- Wizardry Dimguil (RPG, Playstation, 2000)
- Wizardry Empire I(RPG, Playstation, 2000)
- Wizardry Empire II (RPG, Playstation, 2002)
- Wizardry Empire III (RPG, Playstation 2, 2003)
- Wizardry — Tale of the Forsaken Land; Originaltitel: Busin — Wizardry Alternative (RPG, Playstation 2, 2001)
- Wizardry Summoner (RPG, Game Boy Advance, 2001)
- Wizardry Asterisk: Hiiro no Fuuin (RPG, Nintendo DS, 2005)
- Wizardry: Labyrinth of Lost Souls (RPG, PS3, PS Vita, iOS, PC, 2009)
- Wizardry ~Boukyaku no Isan~ (RPG, Nintendo DS, 2010)
- Wizardry Online (MMORPG, Windows, 2012)

## Сприйняття
Оригінальна гра Wizardry стала успішною: за даними опитувань продажів журналу Softalk, вже через дев’ять місяців після виходу, до червня 1982 року, було продано 24 000 копій. У випуску Electronic Games за червень 1983 року Wizardry була описана як «без сумніву, найпопулярніша фентезі-пригода для Apple II на сьогодні». Незважаючи на певні обмеження, такі як неможливість розділяти загін чи надмірний акцент на боях замість рольової гри, журнал зазначав, що «жодна інша гра не наближається до того типу змагання, який найбільше подобається шанувальникам настільних рольових ігор... видатне досягнення програмування й абсолютний “must buy” для всіх фанатів фентезі, які мають Apple». У випуску Computer Gaming World за травень–червень 1982 року рецензент похвалив Wizardry, назвавши її еталоном, з яким слід порівнювати всі фентезійні рольові ігри, і справжньою класикою. До 1987 року було продано понад 1,5 мільйона примірників серії, 2 мільйони до 1992 року, та понад 5 мільйонів до 1996 року.
Спін-офи, спочатку випущені в Японії, отримали загалом позитивні відгуки в Північній Америці. GameSpot оглядав Wizardry: Tale of the Forsaken Land у 2002 році та поставив їй 8,5 балів з 10. У 2011 році Wizardry: Labyrinth of Lost Souls також була переглянута GameSpot і отримала оцінку 7,5 з 10. У Японії читачі журналу Famitsu вважали порт оригінальної Wizardry I для Famicom однією зі 100 найкращих ігор усіх часів. У 1996 році серія посіла 60-те місце серед найкращих ігор (загалом) за версією Next Generation. Вони згадували величезні підземелля зі складними квестами та безліччю різноманітних ворогів. Серед шанувальників ігор були Робін Вільямс, Гаррі Андерсон та кронпринц Бахрейну; останній навіть телефонував Sir-Tech.